# 布魯諾 (明尼蘇達州)
布魯諾（英語：Bruno）是一個位於美國明尼蘇達州派恩縣的城市。

## 人口
根據2020年美國人口普查的數據，布魯諾的面積為2.58平方千米，皆為陸地。當地共有人口85人，而人口密度為每平方千米33人。